# Algernonia
Algernonia Baill. é um género botânico pertencente à família Euphorbiaceae, subfamília Euphorbioideae, tribo Hureae.

## Espécies
Composto por seis espécies:
| - Algernonia brasiliensis - Algernonia gibbosa - Algernonia glazioui | - Algernonia obovata - Algernonia pardina - Algernonia paulae |